# Emballonura beccarii
Emballonura beccarii là một loài động vật có vú trong họ Dơi bao, bộ Dơi. Loài này được Peters & Doria mô tả năm 1881.